# Liste der Nummer-eins-Hits in den Cash Box Charts (1967)
Diese Liste enthält alle Nummer-eins-Hits in den amerikanischen Cash Box Charts im Jahr 1967. Es gab in diesem Jahr 25 Nummer-eins-Singles.
| Singles |
| --- |
| - The Monkees – I’m a Believer - 8 Wochen (24. Dezember 1966 – 17. Februar 1967) - The Seekers – Georgy Girl - 1 Woche (18. Februar – 24. Februar) - The Rolling Stones – Ruby Tuesday - 1 Woche (25. Februar – 3. März, insgesamt 2 Wochen) - The Supremes – Love Is Here and Now You're Gone - 1 Woche (4. März – 10. März) - The Rolling Stones – Ruby Tuesday - 1 Woche (11. März – 17. März, insgesamt 2 Wochen) - The Beatles – Penny Lane - 2 Wochen (18. März – 31. März) - The Turtles – Happy Together - 2 Wochen (1. April – 14. April) - Frank & Nancy Sinatra – Somethin’ Stupid - 1 Woche (15. April – 21. April, insgesamt 2 Wochen) - The Monkees – A Little Bit Me, a Little Bit You - 2 Wochen (22. April – 5. Mai) - Frank & Nancy Sinatra – Somethin' Stupid - 1 Woche (6. Mai – 12. Mai, insgesamt 2 Wochen) - The Supremes – The Happening - 1 Woche (13. Mai – 19. Mai) - The Young Rascals – Groovin' - 2 Wochen (20. Mai – 2. Juni, insgesamt 3 Wochen) - The Happenings – I Got Rhythm - 1 Woche (3. Juni – 9. Juni) - Aretha Franklin – Respect - 2 Wochen (10. Juni – 23. Juni) - The Young Rascals – Groovin' - 1 Woche (24. Juni – 30. Juni, insgesamt 3 Wochen) - The Association – Windy - 2 Wochen (1. Juli – 14. Juli, insgesamt 3 Wochen) - Frankie Valli – Can't Take My Eyes Off You - 1 Woche (15. Juli – 21. Juli, insgesamt 2 Wochen) - The Association – Windy - 1 Woche (22. Juli – 28. Juli, insgesamt 3 Wochen) - Frankie Valli – Can't Take My Eyes Off You - 1 Woche (29. Juli – 4. August, insgesamt 2 Wochen) - The Doors – Light My Fire - 1 Woche (5. August – 11. August) - The Beatles – All You Need Is Love - 2 Wochen (12. August – 25. August) - Bobbie Gentry – Ode to Billie Joe - 4 Wochen (26. August – 22. September) - The Box Tops – The Letter - 3 Wochen (23. September – 13. Oktober) - The Association – Never My Love - 1 Woche (14. Oktober – 20. Oktober) - Lulu – To Sir, With Love - 3 Wochen (21. Oktober – 10. November) - Sam & Dave – Soul Man - 1 Woche (11. November – 17. November) - Strawberry Alarm Clock – Incense and Peppermints - 1 Woche (18. November – 24. November) - The Cowsills – The Rain, the Park and Other Things - 1 Woche (25. November – 1. Dezember) - The Monkees – Daydream Believer - 4 Wochen (2. Dezember – 29. Dezember) - The Beatles – Hello, Goodbye - 2 Wochen (30. Dezember 1967 – 12. Januar 1968) |